# Danh sách tiểu hành tinh: 13301–13400
| Tên                | Tên đầu tiên | Ngày phát hiện       | Nơi phát hiện                      | Người phát hiện      |
| ------------------ | ------------ | -------------------- | ---------------------------------- | -------------------- |
| 13301 -            | 1998 RP19    | 14 tháng 9 năm 1998  | Socorro                            | LINEAR               |
| 13302 Kezmoh       | 1998 RO31    | 14 tháng 9 năm 1998  | Socorro                            | LINEAR               |
| 13303 Asmitakumar  | 1998 RX32    | 14 tháng 9 năm 1998  | Socorro                            | LINEAR               |
| 13304 -            | 1998 RP47    | 14 tháng 9 năm 1998  | Socorro                            | LINEAR               |
| 13305 Danielang    | 1998 RD54    | 14 tháng 9 năm 1998  | Socorro                            | LINEAR               |
| 13306 -            | 1998 RT58    | 14 tháng 9 năm 1998  | Socorro                            | LINEAR               |
| 13307 -            | 1998 RE59    | 14 tháng 9 năm 1998  | Socorro                            | LINEAR               |
| 13308 -            | 1998 RL59    | 14 tháng 9 năm 1998  | Socorro                            | LINEAR               |
| 13309 -            | 1998 RA60    | 14 tháng 9 năm 1998  | Socorro                            | LINEAR               |
| 13310 -            | 1998 RX63    | 14 tháng 9 năm 1998  | Socorro                            | LINEAR               |
| 13311 -            | 1998 RA68    | 14 tháng 9 năm 1998  | Socorro                            | LINEAR               |
| 13312 -            | 1998 RK68    | 14 tháng 9 năm 1998  | Socorro                            | LINEAR               |
| 13313 -            | 1998 RU68    | 14 tháng 9 năm 1998  | Socorro                            | LINEAR               |
| 13314 -            | 1998 RH71    | 14 tháng 9 năm 1998  | Socorro                            | LINEAR               |
| 13315 Hilana       | 1998 RX71    | 14 tháng 9 năm 1998  | Socorro                            | LINEAR               |
| 13316 Llano        | 1998 RJ75    | 14 tháng 9 năm 1998  | Socorro                            | LINEAR               |
| 13317 -            | 1998 RQ77    | 14 tháng 9 năm 1998  | Socorro                            | LINEAR               |
| 13318 -            | 1998 RV77    | 14 tháng 9 năm 1998  | Socorro                            | LINEAR               |
| 13319 Michaelmi    | 1998 RD79    | 14 tháng 9 năm 1998  | Socorro                            | LINEAR               |
| 13320 Jessicamiles | 1998 RL79    | 14 tháng 9 năm 1998  | Socorro                            | LINEAR               |
| 13321 -            | 1998 RC80    | 14 tháng 9 năm 1998  | Socorro                            | LINEAR               |
| 13322 -            | 1998 RH80    | 14 tháng 9 năm 1998  | Socorro                            | LINEAR               |
| 13323 -            | 1998 SQ      | 16 tháng 9 năm 1998  | Caussols                           | ODAS                 |
| 13324 -            | 1998 SK2     | 18 tháng 9 năm 1998  | Zeno                               | T. Stafford          |
| 13325 Valérienataf | 1998 SV14    | 18 tháng 9 năm 1998  | Anderson Mesa                      | LONEOS               |
| 13326 Ferri        | 1998 SH23    | 17 tháng 9 năm 1998  | Anderson Mesa                      | LONEOS               |
| 13327 Reitsema     | 1998 SC24    | 17 tháng 9 năm 1998  | Anderson Mesa                      | LONEOS               |
| 13328 Guetter      | 1998 SP24    | 17 tháng 9 năm 1998  | Anderson Mesa                      | LONEOS               |
| 13329 Davidhardy   | 1998 SB32    | 20 tháng 9 năm 1998  | Kitt Peak                          | Spacewatch           |
| 13330 Dondavis     | 1998 SM46    | 25 tháng 9 năm 1998  | Kitt Peak                          | Spacewatch           |
| 13331 -            | 1998 SU52    | 30 tháng 9 năm 1998  | Kitt Peak                          | Spacewatch           |
| 13332 Benkhoff     | 1998 SM58    | 17 tháng 9 năm 1998  | Anderson Mesa                      | LONEOS               |
| 13333 Carsenty     | 1998 SU59    | 17 tháng 9 năm 1998  | Anderson Mesa                      | LONEOS               |
| 13334 Tost         | 1998 SX60    | 17 tháng 9 năm 1998  | Anderson Mesa                      | LONEOS               |
| 13335 Tobiaswolf   | 1998 SK61    | 17 tháng 9 năm 1998  | Anderson Mesa                      | LONEOS               |
| 13336 -            | 1998 SN114   | 16 tháng 9 năm 1998  | Socorro                            | LINEAR               |
| 13337 -            | 1998 SZ114   | 16 tháng 9 năm 1998  | Socorro                            | LINEAR               |
| 13338 -            | 1998 SK119   | 16 tháng 9 năm 1998  | Socorro                            | LINEAR               |
| 13339 -            | 1998 SF123   | 16 tháng 9 năm 1998  | Socorro                            | LINEAR               |
| 13340 -            | 1998 SM123   | 16 tháng 9 năm 1998  | Socorro                            | LINEAR               |
| 13341 -            | 1998 ST123   | 16 tháng 9 năm 1998  | Socorro                            | LINEAR               |
| 13342 -            | 1998 SF127   | 16 tháng 9 năm 1998  | Socorro                            | LINEAR               |
| 13343 -            | 1998 SY127   | 16 tháng 9 năm 1998  | Socorro                            | LINEAR               |
| 13344 -            | 1998 SD130   | 16 tháng 9 năm 1998  | Socorro                            | LINEAR               |
| 13345 -            | 1998 SW132   | 16 tháng 9 năm 1998  | Socorro                            | LINEAR               |
| 13346 Danielmiller | 1998 SP133   | 16 tháng 9 năm 1998  | Socorro                            | LINEAR               |
| 13347 -            | 1998 SF136   | 16 tháng 9 năm 1998  | Socorro                            | LINEAR               |
| 13348 -            | 1998 SF138   | 16 tháng 9 năm 1998  | Socorro                            | LINEAR               |
| 13349 -            | 1998 SD139   | 16 tháng 9 năm 1998  | Socorro                            | LINEAR               |
| 13350 Gmelin       | 1998 ST144   | 20 tháng 9 năm 1998  | La Silla                           | E. W. Elst           |
| 13351 Zibeline     | 1998 SQ145   | 20 tháng 9 năm 1998  | La Silla                           | E. W. Elst           |
| 13352 Gyssens      | 1998 SZ163   | 18 tháng 9 năm 1998  | La Silla                           | E. W. Elst           |
| 13353 -            | 1998 TU12    | 13 tháng 10 năm 1998 | Kitt Peak                          | Spacewatch           |
| 13354 -            | 1998 TO15    | 15 tháng 10 năm 1998 | Caussols                           | ODAS                 |
| 13355 -            | 1998 TP17    | 14 tháng 10 năm 1998 | Promiod                            | G. A. Sala           |
| 13356 -            | 1998 TX17    | 14 tháng 10 năm 1998 | Đài thiên văn Zvjezdarnica Višnjan | K. Korlević          |
| 13357 -            | 1998 TE29    | 15 tháng 10 năm 1998 | Kitt Peak                          | Spacewatch           |
| 13358 Revelle      | 1998 TA34    | 14 tháng 10 năm 1998 | Anderson Mesa                      | LONEOS               |
| 13359 -            | 1998 UC4     | 20 tháng 10 năm 1998 | Đài thiên văn Zvjezdarnica Višnjan | K. Korlević          |
| 13360 -            | 1998 UD8     | 23 tháng 10 năm 1998 | Višnjan Observatory                | K. Korlević          |
| 13361 -            | 1998 UM8     | 24 tháng 10 năm 1998 | Oizumi                             | T. Kobayashi         |
| 13362 -            | 1998 UQ16    | 16 tháng 10 năm 1998 | Đài thiên văn Zvjezdarnica Višnjan | K. Korlević          |
| 13363 -            | 1998 UR16    | 16 tháng 10 năm 1998 | Višnjan Observatory                | K. Korlević          |
| 13364 -            | 1998 UK20    | 20 tháng 10 năm 1998 | Kushiro                            | S. Ueda, H. Kaneda   |
| 13365 Tenzinyama   | 1998 UL20    | 16 tháng 10 năm 1998 | Nanyo                              | T. Okuni             |
| 13366 -            | 1998 US24    | 18 tháng 10 năm 1998 | Anderson Mesa                      | LONEOS               |
| 13367 Jiří         | 1998 UT24    | 18 tháng 10 năm 1998 | Anderson Mesa                      | LONEOS               |
| 13368 Wlodekofman  | 1998 UV24    | 18 tháng 10 năm 1998 | Anderson Mesa                      | LONEOS               |
| 13369 -            | 1998 UF37    | 28 tháng 10 năm 1998 | Socorro                            | LINEAR               |
| 13370 Júliusbreza  | 1998 VF      | 7 tháng 11 năm 1998  | Modra                              | P. Kolény, L. Kornoš |
| 13371 -            | 1998 VH5     | 8 tháng 11 năm 1998  | Nachi-Katsuura                     | Y. Shimizu, T. Urata |
| 13372 -            | 1998 VU6     | 12 tháng 11 năm 1998 | Oizumi                             | T. Kobayashi         |
| 13373 -            | 1998 VL7     | 10 tháng 11 năm 1998 | Socorro                            | LINEAR               |
| 13374 -            | 1998 VT10    | 10 tháng 11 năm 1998 | Socorro                            | LINEAR               |
| 13375 -            | 1998 VH26    | 10 tháng 11 năm 1998 | Socorro                            | LINEAR               |
| 13376 Dunphy       | 1998 VO32    | 15 tháng 11 năm 1998 | Cocoa                              | I. P. Griffin        |
| 13377 -            | 1998 VN33    | 15 tháng 11 năm 1998 | Oizumi                             | T. Kobayashi         |
| 13378 -            | 1998 VF35    | 12 tháng 11 năm 1998 | Kushiro                            | S. Ueda, H. Kaneda   |
| 13379 -            | 1998 WX9     | 18 tháng 11 năm 1998 | Socorro                            | LINEAR               |
| 13380 Yamamohammed | 1998 WQ11    | 21 tháng 11 năm 1998 | Socorro                            | LINEAR               |
| 13381 -            | 1998 WJ17    | 21 tháng 11 năm 1998 | Socorro                            | LINEAR               |
| 13382 -            | 1998 XC4     | 11 tháng 12 năm 1998 | Oizumi                             | T. Kobayashi         |
| 13383 -            | 1998 XS31    | 14 tháng 12 năm 1998 | Socorro                            | LINEAR               |
| 13384 -            | 1998 XG79    | 15 tháng 12 năm 1998 | Socorro                            | LINEAR               |
| 13385 -            | 1998 XO79    | 15 tháng 12 năm 1998 | Socorro                            | LINEAR               |
| 13386 -            | 1998 XG80    | 15 tháng 12 năm 1998 | Socorro                            | LINEAR               |
| 13387 Irus         | 1998 YW6     | 22 tháng 12 năm 1998 | Farra d'Isonzo                     | Farra d'Isonzo       |
| 13388 -            | 1999 AE6     | 8 tháng 1 năm 1999   | Socorro                            | LINEAR               |
| 13389 Stacey       | 1999 AG24    | 10 tháng 1 năm 1999  | Fair Oaks Ranch                    | J. V. McClusky       |
| 13390 Bouška       | 1999 FQ3     | 18 tháng 3 năm 1999  | Ondřejov                           | P. Pravec, M. Wolf   |
| 13391 -            | 1999 JF37    | 10 tháng 5 năm 1999  | Socorro                            | LINEAR               |
| 13392 -            | 1999 KK15    | 20 tháng 5 năm 1999  | Socorro                            | LINEAR               |
| 13393 -            | 1999 ND9     | 13 tháng 7 năm 1999  | Socorro                            | LINEAR               |
| 13394 -            | 1999 RL31    | 9 tháng 9 năm 1999   | Đài thiên văn Zvjezdarnica Višnjan | K. Korlević          |
| 13395 Deconihout   | 1999 RH35    | 10 tháng 9 năm 1999  | Saint-Michel-sur-Meurthe           | L. Bernasconi        |
| 13396 Midavaine    | 1999 RU38    | 11 tháng 9 năm 1999  | Saint-Michel-sur-Meurthe           | L. Bernasconi        |
| 13397 -            | 1999 RF47    | 7 tháng 9 năm 1999   | Socorro                            | LINEAR               |
| 13398 -            | 1999 RF62    | 7 tháng 9 năm 1999   | Socorro                            | LINEAR               |
| 13399 -            | 1999 RJ88    | 7 tháng 9 năm 1999   | Socorro                            | LINEAR               |
| 13400 -            | 1999 RC94    | 7 tháng 9 năm 1999   | Socorro                            | LINEAR               |